# Talsperre Fronhas
Die Talsperre Fronhas (portugiesisch Barragem das Fronhas) liegt in der Region Mitte Portugals im Distrikt Coimbra. Sie staut den Alva, einen linken (südlichen) Nebenfluss des Mondego zu einem Stausee (port. Albufeira da Barragem das Fronhas) auf. Die Gemeinde São Martinho da Cortiça befindet sich ungefähr drei Kilometer nordöstlich der Talsperre.
Die Talsperre wurde 1985 fertiggestellt. Sie ist im Besitz der INAG.

## Absperrbauwerk
Das Absperrbauwerk ist eine Bogenstaumauer mit einer Höhe von 62 m über der Gründungssohle. Die Dammkrone liegt auf einer Höhe von 140 m über dem Meeresspiegel. Die Länge der Mauerkrone beträgt 250 m. Das Volumen der Staumauer umfasst 103.000 m³.
Die Staumauer verfügt über eine Hochwasserentlastung, über die maximal 500 m³/s abgeleitet werden können.

## Stausee
Beim normalen Stauziel von 134,1 m (maximal 140 m bei Hochwasser) erstreckt sich der Stausee über eine Fläche von rund 5,35 km² und fasst 62,1 Mio. m³ Wasser – davon können 42,5 Mio. m³ genutzt werden. Das minimale Stauziel liegt bei 117 m.